# Касиловичи
Каси́ловичи (бел. Касі́лавічы) — деревня в составе Боровского сельсовета Дзержинского района Минской области Беларуси. Находится в 6 километрах от Дзержинска, 44 километрах от Минска в 8 километрах от железнодорожной станции Койданово.

## История
Известна в Великом княжестве Литовском с конца XVII века. В 1695 году деревня в составе Койдановского графства Минского повета, насчитывались 15 волок земли, владение Радзивиллов. После второго раздела Речи Посполитой (1793 год) в составе Российской империи. 
Во 2-й половине XIX—начале XX века деревня в Койдановской волости Минского уезда Минской губернии. В 1858 году проживал 61 житель мужского пола, владение помещика Дыбовского, в составе Рудицкой волости. В 1897 году, по данным первой всероссийской переписи в Касиловичах — 28 дворов, 212 жителей. В 1917 году насчитывается 35 хозяйств, проживают 222 жителей. 
С 20 августа 1924 года в составе Боровского сельсовета (который с 23 марта 1932 года по 14 мая 1936 года являлся национальным польским сельсоветом) Койдановского района (с 29 июня 1932 года — Дзержинского) Минского округа, с 20 февраля 1938 года — в составе Минской области, с 31 июля 1937 года по 4 февраля 1939 года в составе Минского района. В 1926 году — 47 дворов, 263 жителя. В годы коллективизации был создан колхоз. В 1940 году — 35 дворов, 147 жителей. В 1926 году, по данным первой всесоюзной переписи, в деревне насчитывались 42 двора, проживали 225 жителей. Во время коллективизации организован колхоз. 
Во время Великой Отечественной войны с 28 июня 1941 года по 6 июля 1944 года Великое Село было оккупировано немецко-фашистскими захватчиками, во время войны деревня была частично сожжена. В годы оккупации действовала подпольная группа (руководитель А.Г. Мурашов), на фронте погибли 14 сельчан. В 1960 году проживали 192 жителя. До 1969 года — центр колхоза им. Кирова, после чего центром колхоза стала Старая Рудица. В 1991 году — 34 хозяйства, 92 жителей. По состоянию на 2009 год, деревня — в составе СПК «Рудица».

## Население
| 212  | ↘ 207 | ↗ 222 | ↗ 263 | ↘ 147 | ↘ 192 | ↘ 92 | ↘ 70 |
| 1999 | 2004  | 2009  | 2017  | 2018  | 2020  | 2021 | 2022 |
| ↘ 50 | ↘ 49  | ↘ 23  | ↘ 19  | → 19  | ↗ 25  | ↗ 28 | ↘ 24 |